# متغايرات العروق
متغايرات العروق (الاسم العلمي: Heteroneura) هي دون رتبة من الحشرات تتبع رتيبة ذوات الخرطوم من رتبة حرشفيات الأجنحة.

## التصنيف
- متغايرات العروق
  - فوق فصيلة الفراشات الحقيقية
    - الحورائيات
      - الشراكساوات
        - الشراكساوية

- - فوق فصيلة السوسيات الفراشية وأشباهها
    - السوسيات الفراشية
      - السوساوات الفراشية
        - السوسة الفراشية

- - فوق فصيلة العثث منحنية القرن
    - الألاشستيات
      - الإثمياوات
        - الإثميا

  - فوق فصيلة سليلات وأشباهها
    - السليلات
      - السليلاوات
        - الأكلبترة

- - فوق فصيلة عثث حريرية وأشباهها
    - عثث أبو الهول
      - أبو الهولاوات
        - أبو الهولاوية
          - أبو الهول

- - حرشفيات الأجنحة الحقيقية
    - ثنائيات المسم
      - ثنائيات المسم المنفصلة
        - مكبلات الأطراف
          - ناريات وأشباهها
            - عثث العشب
              - الغلافيراوات
                - الغلافيراوية
                  - الهلولة

          - متغايرات القرون الكبيرة
            - فوق فصيلة الفراشات الليلية
              - الفصيلة الليليات
                - أسرة القيَّاساوات
                  - قبيلة القياساوية
                    - تحت قبيلة القيَّاسينة
                      - جنس القيَّاسة

        - فوق فصيلة كثيرات الريش
          - الفصيلة عثيات كثيرات الريش
            - جنس عثة كثيرة الريش